# 加氏壮绵鳚
加氏壮绵鳚，為輻鰭魚綱鱸形目绵鳚亞目绵鳚科的其中一種，分布於西南太平洋區的紐西蘭海域，屬底棲性魚類，棲息深度2602-2619公尺，體長可達20公分。

## 扩展阅读
維基物種上的相關：加氏壮绵鳚